# Vokaldreieck
Das Vokaldreieck ist eine grafische Anordnung der menschlichen Vokale nach ihrer Artikulationsstelle (Zungenwölbung bzw. Öffnungsgrad), besonders der Monophthonge. Die erste Darstellung des Vokaldreiecks geht auf die 1781 erschienene Doktorarbeit des deutschen Arztes Christoph Friedrich Hellwag (1754–1835) zurück:

Vokaldreieck – Zungenlage

## Darstellung der Zungenlage
Die Basis des Dreiecks bildet der (was die Zungenlage betrifft) „tiefe“ Vokal a; die Spitzen bilden die „hohen“ Vokale i bzw. ü (mit Lippenrundung) an der vorderen Artikulationsstelle und der „hohe“ Vokal u an der hinteren Artikulationsstelle. Einen mittleren Öffnungsgrad weisen e bzw. ö (mit Lippenrundung) an der vorderen Artikulationsstelle und o an der hinteren Artikulationsstelle auf.
Es gibt auch eine andere Darstellung, welche die Angabe der jeweiligen Mundöffnung zeigt und die manchmal auch Vokaltrapez genannt wird.

## Darstellung der ersten beiden Formanten
Aus akustischer Sicht wird das Vokaldreieck besser durch die Formanten der Vokale beschrieben. Dieses sind Resonanzen bestimmter Obertöne, die bei der Tontechnik eine besondere Rolle für die Klänge der Musikinstrumente und der Gesangsstimmen spielen, weil sie die Klangfärbung entscheidend prägen und zur Erkennbarkeit beitragen (Müller & Mores, 2008). Durch seine Klangfarbengesetze (1929) wurde Erich Schumann bekannt.
Bei der Tongestaltung (Sound Design) wird ein Vokaldreieck dargestellt, indem auf den Achsen des Diagramms die ersten beiden Formantfrequenzen f1 und f2 eingetragen sind. Bei der Klangbearbeitung einer Tonstudioaufnahme ist die innere Vorstellung und Erinnerung an die Gesangsvokalfarbe des jeweiligen Vokals und das Wissen um die Lage ihrer Mittenfrequenzen vorteilhaft, wobei auch die klangprägenden Formanten wichtiger Musikinstrumente in der Vorstellung recht hilfreich sind.